# ジョホール日本人学校
ジョホール日本人学校（ジョホールにほんじんがっこう、英語: The Japanese School Of Johor, マレー語: Sekolah Jepun(Johor)）はマレーシアのジョホール州の州都ジョホールバルにある、在マレーシア日本人のための初等、中等（中学校）教育を行う日本人学校。正式名称は在マレーシア日本国大使館付属日本人学校である。
開校する以前は、隣国シンガポールの日本人学校へ通っていた。

## 沿革
- 1997年（平成9年）4月15日 - 開校
- 1997年（平成9年）12月26日 - 在外教育施設としての文部省認定取得

## 特色
現地校とも交流している。また、日本と同じく、ほとんどが日本語で授業が行われている。